# Temporada 2002 del Campeonato de España de Rally
La temporada 2002 fue la edición 46.ª del Campeonato de España de Rally. Comenzó el 12 de abril en el Rally El Corte Inglés y finalizó el 24 noviembre en el Rally de Madrid. Fue el último año en el que se permitieron los World Rally Car, tras el dominio impuesto por Jesús Puras con su Citroën Xsara WRC.

## Calendario
El calendario estaba compuesto por diez pruebas, en las que el Rally El Corte Inglés era puntuable para el Campeonato de Europa. El Rally Príncipe de Asturias que se celebró del 22 al 23 de septiembre era preinscripción para el campeonato nacional.
| N.º | Fecha               | Rally                                    | Series | Resultados |
| --- | ------------------- | ---------------------------------------- | ------ | ---------- |
| 1   | 12-13 de abril      | 26.º Rally de Canarias - El Corte Inglés | ERC    | Resultados |
| 2   | 11-12 de mayo       | 24.º Rallye Santander Cantabria          |        | Resultados |
| 3   | 7-8 de junio        | 26.º Rallye Villa de Llanes              |        | Resultados |
| 4   | 22-23 de junio      | 35.º Rally de Ourense                    |        | Resultados |
| 5   | 5-6 de julio        | 26.º Rallye de Avilés                    |        | Resultados |
| 6   | 20-21 de julio      | 38.º Rally Rías Baixas                   |        | Resultados |
| 7   | 6-8 de septiembre   | 30.º Rallye RAC Vasco Navarro            |        | Resultados |
| 8   | 27-29 de septiembre | 12.º Rallye Mediterráneo                 |        | Resultados |
| 9   | 25-27 de octubre    | 6.º Rally Costa del Sol                  |        | Resultados |
| 10  | 22-24 de noviembre  | 19.º Rally de Madrid                     |        | Resultados |

## Equipos

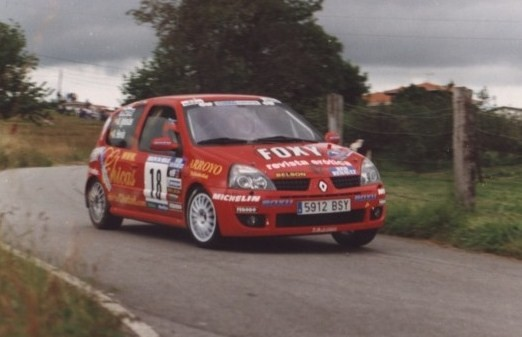
Alberto Hevia disputó la temporada 2002 con un Renault Clio Sport terminando sexto del campeonato y segundo en el grupo N.

| Equipo                      | Vehículo                 | Piloto                     | Copiloto               | Rondas            |
| Equipos oficiales           | Equipos oficiales        | Equipos oficiales          | Equipos oficiales      | Equipos oficiales |
| --------------------------- | ------------------------ | -------------------------- | ---------------------- | ----------------- |
| Citroën Sport               | Citroën Xsara WRC        | Jesús Puras                | Carlos del Barrio      | 1-6, 9-10         |
| Peugeot Sport España        | Peugeot 206 S1600        | Manuel Muniente            | Borja Rozada           | 1-7               |
| Peugeot Sport España        | Peugeot 206 S1600        | Emilio Segura              | Ignacio Aviñó          | 1-10              |
| Peugeot Sport España        | Peugeot 206 S1600        | Enrique García Ojeda       | Luisa Raquel Fernández | 8-10              |
| Fiat Auto España            | Fiat Punto S1600         | Sergio Vallejo             | Diego Vallejo          | 2-10              |
| Mitsubishi Motors España    | Mitsubishi Lancer Evo VI | Santiago Concepción        | Víctor del Rosario     | 1-10              |
| Equipos privados            |                          |                            |                        |                   |
| A.I.A                       | Citroën Saxo Kit Car     | Miguel Ángel Fuster        | José Vicente Medina    | 6-8               |
| Auto-Laca Competición       | Citroën Saxo Kit Car     | Miguel Ángel Fuster        | José Vicente Medina    | 9-10              |
| Escudería Ourense           | Citroën Saxo Kit Car     | Jorge A. González «Rantur» | Roberto González       | 3-6, 8-10         |
| RACC Motorsport             | Citroën Saxo S1600       | Dani Solá                  | Álex Romaní            | 4, 6-8            |
| Concesionarios Peugeot      | Peugeot 106 Maxi         | Enrique García Ojeda       | Luisa Raquel Fernández | 2-3, 6-7          |
| Concesionarios Peugeot      | Peugeot 306 Maxi         | Enrique García Ojeda       | Luisa Raquel Fernández | 5                 |
| A.C. Principado de Asturias | Renault Clio Sport       | Alberto Hevia              | Alberto Iglesias Pin   | 2-5, 8-10         |
| C.D. Peñucas                | Citroën Saxo Kit Car     | Manuel Cabo                | Eduardo González Arias | 2-9               |

## Resultados
| Pos.   | 1  | 2  | 3  | 4  | 5  | 6  | 7  | 8  | 9  | 10 |
| ------ | -- | -- | -- | -- | -- | -- | -- | -- | -- | -- |
| Puntos | 32 | 27 | 24 | 22 | 20 | 18 | 16 | 15 | 14 | 13 |

### Campeonato de pilotos
| Pos. | Piloto                 | ECI | CAN | LLA | OUR | AVI | RBX | VCN | MED | CDS | MAD | Puntos |
| ---- | ---------------------- | --- | --- | --- | --- | --- | --- | --- | --- | --- | --- | ------ |
| 1.   | Jesús Puras            | 1   | 1   | 1   | 1   | 1   | 1   |     |     | 1   | 1   | 224    |
| 2.   | Santiago Concepción    | 9   | 3   | Ret | 3   | 3   | Ret | 3   | 4   | 7   | 7   | 166    |
| 3.   | Sergio Vallejo         |     | 4   | 3   | 5   | 5   | 5   | 5   | 7   | 8   | 3   | 159    |
| 4.   | Miguel Ángel Fuster    |     |     |     |     |     | 3   | 1   | 2   | 2   | 2   | 137    |
| 5.   | Manuel Cabo            |     | 10  | 5   | 8   | 4   | 6   | Ret | 5   | 6   |     | 107    |
| 6.   | Alberto Hevia          |     | Ret | 7   | 10  | 8   | 12  |     | 9   | 10  | 15  | 96     |
| 7.   | Dani Solá              |     |     |     | Ret |     | 2   | 2   | 1   |     |     | 86     |
| 8.   | Manuel Muniente        | 7   | 5   | 8   | Ret | 6   | Ret | 6   |     |     |     | 77     |
| 9.   | Jorge Antonio González |     |     | 6   | 2   | 12  | 4   |     | Ret | 14  | 43  | 76     |
| 10.  | Enrique García Ojeda   |     | 2   | Ret |     | 2   | Ret | Ret | Ret | Ret | 4   | 74     |

### Campeonato de marcas
| Pos. | Marca      | Puntos |
| ---- | ---------- | ------ |
| 1.   | Citroën    | 530    |
| 2.   | Renault    | 285    |
| 3.   | Fiat       | 261    |
| 4.   | Mitsubishi | 223    |
| 5.   | Peugeot    | 221    |
| 6.   | SEAT       | 99     |
| 7.   | Hyundai    | 17     |
| 8.   | Toyota     | 4      |
| 9.   | Ford       | 1      |

### Copa de copilotos
| Pos. | Copiloto               | Puntos |
| ---- | ---------------------- | ------ |
| 1.   | Carlos del Barrio      | 224    |
| 2.   | Víctor Rosario         | 150    |
| 3.   | Diego Vallejo          | 146    |
| 4.   | José Vicente Medina    | 137    |
| 5.   | Eduardo González Arias | 107    |
| 6.   | Alberto Iglesias Pin   | 93     |
| 7.   | Álex Romaní            | 86     |
| 8.   | Borja Hernández        | 77     |
| 9.   | Roberto González       | 76     |
| 10.  | Luisa Raquel Fernández | 74     |

### Copa de grupo N
| Pos. | Piloto                | Puntos |
| ---- | --------------------- | ------ |
| 1.   | Santiago Concepción   | 224    |
| 2.   | Alberto Hevia         | 194    |
| 3.   | Javier Azcona         | 148    |
| 4.   | Antonio Garrido       | 127    |
| 5.   | Miguel Martínez-Conde | 126    |
| 6.   | José Piñón            | 71     |
| 7.   | Carlos Padilla        | 71     |
| 8.   | Félix Álvarez         | 48     |
| 9.   | Emilio J. Carlon      | 32     |
| 10.  | Roberto Torres        | 29     |

### Copa de escuderías
| Pos. | Escudería                | Puntos |
| ---- | ------------------------ | ------ |
| 1.   | AD Peñucas               | 235    |
| 2.   | Auto. Club PPDO Asturias | 185    |
| 3.   | Escudería Costa Brava    | 160    |
| 4.   | A. Int. Prov. Alicante   | 160    |
| 5.   | Teide RACT               | 100    |

### Copa S1600
| Pos. | Piloto               | Puntos |
| ---- | -------------------- | ------ |
| 1.   | Sergio Vallejo       | 130    |
| 2.   | Manuel Muniente      | 77     |
| 3.   | Emilio Segura        | 74     |
| 4.   | Dani Solá            | 60     |
| 5.   | Enrique García Ojeda | 15     |
| 6.   | José Piñón           | 12     |
| 7.   | Joan Roca Vila       | 10     |

### Trofeo júnior
| Pos. | Piloto                  | Puntos |
| ---- | ----------------------- | ------ |
| 1.   | David Hernando          | 130    |
| 2.   | José A. Diego           | 62     |
| 3.   | Dani Sordo              | 60     |
| 4.   | Óscar Garre             | 54     |
| 5.   | Alejandro Redondo       | 40     |
| 6.   | Rubén Domínguez Márquez | 10     |

### Copa Nacional Renault rallyes
| Pos. | Piloto                | Puntos |
| ---- | --------------------- | ------ |
| 1.   | Alberto Hevia         | 178    |
| 2.   | Miguel Martínez-Conde | 138    |
| 3.   | Javier Azcona         | 124    |
| 4.   | Carlos Padilla        | 80     |
| 5.   | José Piñón            | 44     |
| 6.   | Borja M. Arrambarri   | 40     |
| 7.   | Jonathan Cabo         | 31     |
| 8.   | Roberto Torres        | 27     |
| 9.   | Félix Álvarez         | 26     |
| 10.  | Fernando Meira        | 23     |

### Desafío Peugeot
| Pos. | Piloto             | Puntos |
| ---- | ------------------ | ------ |
| 1.   | David Nafría       | 127    |
| 2.   | Amador Vidal       | 126    |
| 3.   | Jonathan de Miguel | 105    |
| 4.   | Raúl Montejano     | 104    |
| 5.   | Marc Blázquez      | 85     |
| 6.   | Joao Traila        | 68     |
| 7.   | Álex Juaneda       | 58     |
| 8.   | David Hernando     | 54     |
| 9.   | Antonio Muñoz      | 50     |
| 10.  | Jordi Gilberga     | 47     |

### Trofeo Citroën de rallyes
| Pos. | Piloto                 | Puntos |
| ---- | ---------------------- | ------ |
| 1.   | Pedro Burgo            | 828    |
| 2.   | Fernando Medina        | 684    |
| 3.   | José Fernando Rico     | 396    |
| 4.   | Alfonso Loza           | 276    |
| 5.   | Xavier Ezenarro        | 270    |
| 6.   | César González         | 270    |
| 7.   | Eduardo García         | 234    |
| 8.   | José María Leiceaga    | 186    |
| 9.   | Óscar Fernández        | 168    |
| 10.  | José A. Diego Amavisca | 156    |

### I Súper Copa Fiat Punto rallyes
| Pos. | Piloto              | Puntos |
| ---- | ------------------- | ------ |
| 1.   | Eloy Entrecanales   | 148    |
| 2.   | Aitor Zubillaga     | 145    |
| 3.   | Esteban Vallín      | 117    |
| 4.   | Joan Roca           | 101    |
| 5.   | Isaac Fernández     | 92     |
| 6.   | José Bertolo        | 89     |
| 7.   | José Sánchez        | 78     |
| 8.   | Vicente Cabanes     | 66     |
| 9.   | José María San José | 66     |
| 10.  | Amadeu Creus        | 62     |
| 11.  | Iván Fuertes        | 55     |
| 12.  | Carmelo Callen      | 18     |